# Мороз, Николай Александрович
Николай Александрович Мороз (укр. Микола Олександрович Мороз; 19 декабря 1992, Полтава, Украина) — украинский волейболист, связующий клуба «Локомотив». Мастер спорта Украины международного класса.

## Спортивная карьера

### Клубная
В августе 2012 года перешёл в «Химпром» из Сумы (ныне — «ШВСМ-СумГУ»). В 2014 году выступал за российский клуб «Дагестан» из Махачкалы. В декабре 2015 года в составе харьковского «Локомотива» стал обладателем Кубка Украины. В начале сентября 2016 года на правах свободного агента перешёл в польский клуб «Ченстохова». В сезоне 2018/2019 года играл за лубненский «Фаворит». В сезоне 2020/2021 играл за харьковский «Локомотив».

### Международная карьера
В составе студенческой сборной Украины — серебряный призёр Универсиады 2015 в Кванджу и полуфиналист Универсиады 2017 в Тайбэе, представлял Национальный университет физического воспитания и спорта Украины.

## Достижения

### Командные
«Локомотив» Харьков
Чемпион Украины: (1)
- 2015/16;

Обладатель Кубка Украины: (1)
- 2015/16